# زهرة العسل المتطاولة
زهرة العسل المتطاولة (الاسم العلمي: Melianthus elongatus) هو نوع من النباتات يتبع جنس زهرة العسل من فصيلة الزهرية العسل              .	